# Blackberry Belle
Blackberry Belle — второй студийный альбом американской рок-группы The Twilight Singers, выпущен One Little Indian Records в 2003 году.

## Создание
С 2001 года основатель Twilight Singers Грег Дулли работал над пластинкой Amber Headlights — лёгкой по звучанию и, по его собственным словам, довольно озорной. 13 января 2002 года, во время баскетбольного матча со знаменитостями, скоропостижно скончался его близкий друг — режиссёр Тед Демме. «Мой лучший друг умер. Я виделся с ним в пятницу, мы пообедали, планировали, что я буду играть в этом баскетбольном матче, но что-то произошло и я не смог, а он умер. В тот самый момент, когда мне позвонили, Amber Headlights утратила смысл» — вспоминал Дулли в интервью The Omaha Weekly-Reader. В тяжёлом душевном состоянии Грег приступил к записи своего самого мрачного музыкального опуса, впоследствии названного Blackberry Belle.
В создании альбома принимало участие более двух десятков музыкантов, среди них были уже достаточно известные на тот момент: автор-исполнитель Марк Ланеган, мультиинструменталист Петра Хейден, барабанщик Стэнтон Мур, певица Аполлония Котеро. Студийные сессии давались Дулли тяжело, нередко он запирался у себя дома, где предавался унынию и потребелению кокаина. В такие часы на помощь музыканту приходил Марк Ланеган. «Марк не позволял моим самоубийственным склонностям завершить свою миссию. Он был настоящим другом в тяжёлую минуту» — делился Грег воспоминаниями на страницах The Guardian.
Завершённый альбом был озаглавлен Blackberry Belle, по строчке из текста заключительной песни диска, «Number Nine», дуэта Ланегана и Дулли. «Это разговор человека с особой, которой он должен заплатить. Как если бы Марк был Гилмором, а я — Уотерсом. Blackberry Belle — это, мать его, дьявол» — сообщил музыкант интервьюеру Movement Magazine. Выпустив с 2003 года не один новый альбом Twilight Singers, лидер коллектива не приуменьшил значение Blackberry Belle. В сентябре 2011 года в концертном зале Great American Music Hall, Сан-Франциско, эта рок-опера была исполнена в полном объёме группой при участии Петры Хейден, Аполлонии Котеро и Марка Ланегана.

## Критика
«Если вы ищите что-то светлое, ищите в другом месте. Дулли писал песни для этого альбома после развала его группы и смерти одного из ближайших друзей. Для многих это было бы поводом переусердствовать в драме, но Дулли не тонет в печали — он изучает её и находит избавление. <…> Всего на Blackberry Belle играют 24 музыканта, но это, без сомнения, шоу Грега Дулли. Он ничего не делает для видимости, нравятся вам его песни или нет, вы не можете обвинить его в фальши» — отозвался о диске рецензент сайта Drowned in Sound Ник Коуэн.
«По измученным венам Дулли бежит коэновская меланхолия; приятно видеть, что он всё ещё первоклассный талант по ночным кровопусканиям» — написал в своём обзоре редактор базы Allmusic Джонни Лофтус. Критики изданий Billboard и CMJ ограничились краткими характеристиками «пышная и мощная запись», «великолепно созданный альбом». Автор журнала Pitchfork Хартли Голдстейн выделил композицию «Number Nine», назвав её «не только самым трогательным мгновением Blackberry Belle, но одним из высочайших моментов всей карьеры Дулли».

## Список композиций
| №   | Название                   | Длительность |
| --- | -------------------------- | ------------ |
| 1.  | «Martin Eden»              | 3:39         |
| 2.  | «Esta Noche»               | 4:33         |
| 3.  | «Teenage Wristband»        | 3:34         |
| 4.  | «St. Gregory»              | 3:28         |
| 5.  | «The Killer»               | 4:28         |
| 6.  | «Decatur St.»              | 4:10         |
| 7.  | «Papillon»                 | 4:24         |
| 8.  | «Follow You Down»          | 2:24         |
| 9.  | «Feathers»                 | 4:02         |
| 10. | «Fat City (Slight Return)» | 3:25         |
| 11. | «Number Nine»              | 6:32         |